# Atanycolus tranquebaricae
Atanycolus tranquebaricae är en stekelart som beskrevs av Roy D. Shenefelt 1943. Atanycolus tranquebaricae ingår i släktet Atanycolus och familjen bracksteklar. Inga underarter finns listade.